# Crathorne (Yorkshire du Nord)
Crathorne est un village et une paroisse civile du Yorkshire du Nord, en Angleterre.